# Sara Thunebro
Sara Thunebro (* 26. April 1979 in Strängnäs) ist eine ehemalige schwedische Fußball- und Nationalspielerin, die auch mehrere Jahre in Frankfurt spielte.

## Karriere

### Vereine
Sara Thunebro begann mit sechs Jahren mit dem Fußballspielen. Ihr erster Verein war IK Viljan. Mit 16 Jahren wechselt sie zu Gideonsberg Västerås. 1999 schafft sie durch ihren Wechsel zu Djurgårdens IF den Sprung in die Damallsvenskan, der höchsten Spielklasse im schwedischen Frauenfußball. Nach drei Spielzeiten wechselt sie zum Lokalrivalen Älvsjö AIK, der 2003 mit Djurgårdens IF zu Djurgårdens IF/Älvsjö fusioniert. Gleich in der ersten Saison wurde Thunebro zum ersten Mal Meister. Ein Jahr später wurde das Double eingefahren. Zum Saisonwechsel 2009/10 unterschrieb sie einen Vertrag beim 1. FFC Frankfurt, mit dem sie 2011 den deutschen Pokal gewann. Am 28. März 2013 löste sie ihren Vertrag mit Frankfurt frühzeitig auf, da sie nicht genug Einsatzzeiten bekam. Kurz darauf unterschrieb die Außenverteidigerin beim amtierenden schwedischen Meister Tyresö FF. Zur Saison 2014 wechselte sie zum Liganeuling Eskilstuna United, wo sie bis zum Karriereende am Schluss der Saison 2015 blieb.

### Nationalmannschaft

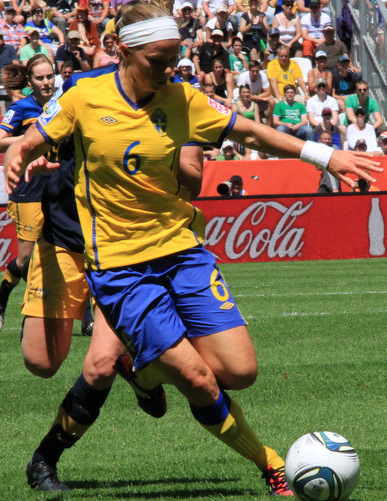
Thunebro bei der WM 2011

Am 30. Januar 2004 gab sie beim Vier-Nationen-Turnier beim 0:3 gegen die USA ihr Debüt in der Nationalmannschaft. Mit der Nationalmannschaft nahm sie an der WM 2007 in China, den Olympischen Spielen 2008 in Peking und der EM-Endrunde 2009 teil. Mit 1,65 m war sie die kleinste Spielerin im schwedischen Kader für die WM 2011, für die sie ebenfalls nominiert wurde. Sie stand in allen drei Vorrundenspielen in der Startelf und erreichte mit ihrer Mannschaft ungeschlagen das Viertelfinale, wo sie auf die Australierinnen trafen. Auch hier stand Thunebro wieder in der Startelf und mit dem 3:1-Sieg wurde sowohl das Halbfinale gegen Japan erreicht, als auch die Qualifikation für die Olympischen Spiele in London.  Am 16. Juli 2011 gewann sie mit der Mannschaft das Spiel um Platz 3 beim 2:1-Sieg über Frankreich. Thunebro stand im schwedischen Kader für die Olympischen Spiele 2012, bei denen die schwedische Mannschaft im Viertelfinale die WM-Revanche gegen Frankreich verlor.
Am 6. März 2013 machte sie beim 1:1 gegen China im Rahmen des Algarve-Cups ebenso wie Caroline Seger ihr 100. Länderspiel und erzielte dabei den Treffer zum 1:1-Ausgleich.
Sie stand im Kader für die EM-Endrunde 2013 und kam in allen fünf Spielen bis zum Ausscheiden im Halbfinale zum Einsatz. Im Mai 2015 wurde sie für die WM 2015 nominiert. Sie wurde nur im letzten Gruppenspiel gegen Australien 15 Minuten vor dem Spielende eingewechselt und schied mit ihrer Mannschaft im Achtelfinale gegen Deutschland aus. Danach erklärte sie ihren Rücktritt als Nationalspielerin.

## Erfolge
- Dritte der Weltmeisterschaft 2011
- Schwedischer Meister: 2003, 2004
- Schwedischer Pokalsieger: 2004, 2005
- Deutsche Pokalsiegerin: 2011
- 132 Länderspiele, 5 Tore

## Auszeichnungen
- Abwehrspielerin des Jahres in Schweden 2008 und 2009[8]

## Sonstiges
Sara Thunebro spielte sowohl auf der linken als auch auf der rechten Außenverteidigerposition. Die Allrounderin konnte aber auch im Mittelfeld und im Sturm eingesetzt werden. Ihr Markenzeichen auf dem Platz war ein weißes Stirnband.
Sara Thunebro arbeitet als Bürokauffrau in einer Baumaschinenfirma.